# Ириси (Винсент ван Гог)
Ириси (енгл. Irises) је слика постимпресионизма Винсента ван Гога. Представља уље на платну, насликано 1889. године. Приказује перунике које су једна из серије слика које је последње године пре тога направио у азилу у Сен Ремију де Провансу.
Ван Гог је почео да је слика у року од недељу дана од уласка у азил, маја 1889. године, радећи у болничкој башти. Недостаје велика напетост која се примећује у његовим каснијим делима. Слику је назвао „громобраном за моју болест”, јер је осећао да тако може да не полуди, тако што ће наставити да слика.
На слику су вероватно утицали јапански отисци Укијо-е дрвених блокова попут многих његових дела и слика других уметника тог доба. Сличности се јављају са снажним обрисима, необичним угловима, укључујући погледе изблиза, и такође равномерном локалном бојом (не моделира се према паду светлости). Слика је пуна мекоће и лакоће. Ириси је пун живота без трагедије.
Сматрао је ову слику студијом и вероватно због тога за њу не постоје познати цртежи, иако је Тео ван Гог, Ван Гогов брат, убрзо предао на годишњу изложбу Друштва независних уметника у септембру 1889. године, заједно са Звездана ноћ изнад Роне. Слика је једно од његових најпознатијих дела.

## Историја
Први власник био је Жилијен Танги, брусилица и трговац уметнинама чији је портрет Отац Танги Ван Гог насликао три пута. Године 1892. Танги је продао Ириси уметничком критичару и анархисту Октаву Мирбу, који је такође био једна од првих Ван Гогових присталица. Мирбу је за то платио 300 франака.
Године 1987. је постала најскупља слика икада продата, поставивши рекорд који је трајао две и по године. Тада је продата за 53,9 милиона америчких долара Алану Бонду, али он није имао довољно новца да је исплати. Ириси је касније поново продата 1990. године музеју Џеј Пол Гети у Лос Анђелесу. Ириси је од 2012. године десета на списку најскупљих продатих слика икада, прилагођених инфлацији и на 25. месту ако се занемарују ефекти инфлације.